# جامعة جون أف كينيدي
كانت جامعة جون إف كينيدي جامعة خاصة أمريكية غير ربحية مقرها في كاليفورنيا ولها مكاتب في بليزانت هيل، سان خوسيه في كاليفورنيا، ناتيك، ماساتشوستس، وويليمستاد، كوراساو. تأسَّست الجامعة في عام 1965 لتقديم الدرجات العلمية والشهادات لطلاب التعليم العالي غير التقليدي، والتي يتم تدريسها في الغالب من قبل أعضاء هيئة التدريس المساعدين. في أبريل 2009، أصبحت الجامعة تابعة لنظام الجامعة الوطنية في البداية كجامعة مستقلة. تم إغلاق المؤسسة في عام 2020 مع نقل البرامج إلى مدارس الجامعة الوطنية الأخرى.

## أكاديميون
تم تنظيم المؤسسة كجامعة جامعية تضم أربع كليات مكونة منحت درجات البكالوريوس والدراسات العليا في الأعمال وعلم النفس والقانون والطب. لم تمتلك الجامعة حرمًا جامعيًا تقليديًا وبدلاً من ذلك تقوم بالتدريس إما من خلال التعليم عن بعد أو التعلم المدمج. كانت المواقع المادية للجامعة لبرامج التعلم المختلط موجودة عادةً في مواقع المكاتب المؤجرة ومجمعات الأعمال.

### كلية الدراسات الجامعية
تم اعتماد كلية جون ف. كينيدي للدراسات الجامعية من قبل الكلية العليا ولجنة الجامعة (المعروفة سابقًا باسم الرابطة الغربية للمدارس والكليات). قدمت الكلية برامج الشهادات ودرجات البكالوريوس بصداقته ودرجات الدراسات العليا، بما في ذلك درجة الماجستير المزدوجة وماجستير في إدارة الأعمال. تضم الكلية أيضًا المعهد التجريبي لقيادة ريادة الأعمال بالجامعة (IEL) والذي قدم برامج شهادات ومساحات مكتبية منخفضة التكلفة. كان معهد سانفورد للعمل الخيري مقرًا أيضًا في الكلية.

### كلية علم النفس والدراسات الشاملة
كانت كلية علم النفس والدراسات الشاملة مؤسسة خريجة تقدم شهادات وماجستير ودكتوراه. عقدت الكلية مناهج تعليمية تجريبية من خلال ثلاثة برامج تدريب إكلينيكية مجتمعية. استضاف برنامج علم النفس الإرشادي معسكرات فنية يديرها الطلاب وعلمت الأطفال في سن الابتدائية الثقة بالنفس والتعبير عن الذات. تم تشغيل مشروع مرونة الأسرة، أيضًا في إطار برنامج علم النفس الإرشادي، مع المناطق التعليمية في كاليفورنيا لتقديم المشورة الأسرية والعلاج السلوكي للطفولة. قدم مشروع سولت إيفانز ليب (بالإنجليزية: Solt Evans LEAP)‏ في برنامج علم النفس الرياضي دروسًا في المهارات الحياتية للشباب المحرومين من خلال ألعاب القوى. قامت الكلية أيضًا بتشغيل ثلاثة مراكز استشارية جامعية في كاليفورنيا والتي قدمت خدمات الصحة العقلية بأسعار معقولة وسرية.

### كلية الحقوق
قدمت كلية القانون بجامعة جون ف. كينيدي برامج مدتها أربع سنوات، بدوام جزئي، وثلاث سنوات. تضم الكلية مركزًا للدفاع عن الإسكان وعيادة قانونية تقدم خدمات قانونية مجانية للمسنين المحليين المعرضين لخطر الإخلاء. كان عدد الطلاب المسجلين بالكلية يبلغ 160 طالبًا وقت الإغلاق.
على الرغم من أنها منحت درجة دكتوراه في القانون، إلا أن الكلية تم اعتمادها من قبل لجنة محققين المحامين في نقابة المحامين بولاية كاليفورنيا بدلاً من نقابة المحامين الأمريكية المعترف بها مهنيًا. أدى الافتقار إلى اعتماد شهادة الماجستير الرسميّة إلى تقييد الخريجين لأخذ امتحان نقابة المحامين في كاليفورنيا، وبالتالي لا يمكنهم ممارسة القانون خارج ولاية كاليفورنيا. حصلت الكلية على معدل نجاح في المحاولة الأولى لنقابة المحامين في كاليفورنيا بنسبة 33٪ في أكتوبر 2020.

### مدرسة الطب
قدمت كلية الطب بجامعة جون ف. كينيدي برنامجًا خارجيًا للحصول على درجة دكتوراه في الطب لمدة 4 سنوات والذي قبل الكوراساويين والمتقدمين الدوليين من الولايات المتحدة وكندا. تمت الموافقة على المدرسة من قبل الاتحاد العالمي للتعليم الطبي (WFME)، والمجلس الطبي في الهند، ومنظمة الصحة العالمية لعقد مواقع الدورات السريرية للسنتين الثالثة والرابعة خارج كوراساو في الولايات المتحدة، وجنوب إفريقيا، و المملكة المتحدة.  بصفتها كلية طب خارجية، اتبعت الكلية الاتفاقية القانونية في الوقت الذي تم فيه إعطاء الفصول الدراسية خارج الولايات المتحدة في ويلمستاد، كوراساو بينما احتفظت بالعنوان القانوني في الولايات المتحدة في ناتيك، ماساتشوستس. على الرغم من تسويق التدريب السريري للكلية لطلاب أمريكا الشمالية، إلا أن المنهج نفسه لم يكن معتمدًا من قبل اللجنة التعليمية لخريجي الطب الأجانب ولا من قبل هيئة الاعتماد الكاريبي للتعليم في الطب والمهن الصحية الأخرى، ولم يكن الخريجون بصداقته مؤهلين للممارسة في الولايات المتحدة.